# Municipium

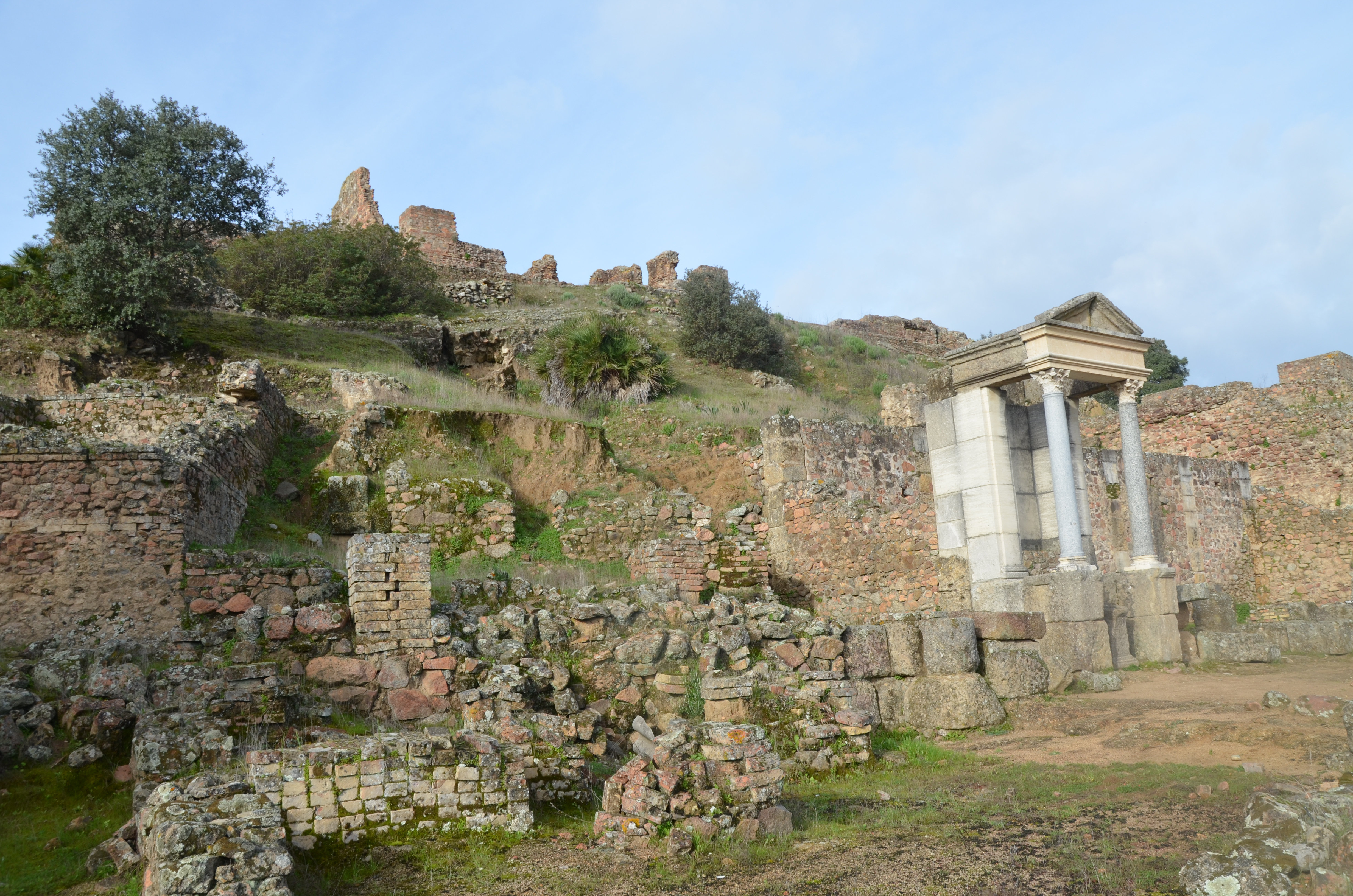
Ruinas de Munigua, un municipium del imperio romano, ubicado en la actual Andalucía, España.

Un municipium era la segunda clase más alta para una ciudad romana, y tenía un estatus inferior a la colonia romana. Dentro del contexto de la República y del Imperio romano, un municipium se establecía en los territorios más intensamente romanizados. Un municipum mantiene y adopta las instituciones políticas y administrativas romanas pero no tiene el mismo prestigio que una colonia romana. De hecho, aunque el funcionamiento es igual al de Roma y los ciudadanos tienen los mismos derechos que cualquier romano en las colonias, los municipios necesitan una reestructuración o reordenamiento jurídico-político para poder considerarse legalmente una ciudad romana.

## Etimología
Etimológicamente su nombre deriva del verbo amurallar (en latín munire), por lo que estaría significando ciudad amurallada, frente a otras entidades urbanas no amuralladas como los fundus, villas (vicus) o ager.

## En la estructura política
Si se desea definir la estructura política del Imperio romano, lo más correcto es acudir a la explicación que ofrece en la segunda mitad del siglo II un orador y senador oriundo de Grecia, que afirma que es un conjunto de ciudades coordinadas por la autoridad imperial.
En efecto, la organización política básica del Imperio romano siempre fue la ciudad, y ello se debe a dos realidades complementarias, Roma, en un principio, era una ciudad-estado, desarrollada en un mundo de ciudades-estado, como eran, por ejemplo, las polis griegas, que se había adaptado, de forma imperfecta, a un territorio mucho más grande que el suyo inicial, antes dentro de Italia y, posteriormente, a lo de un gran imperio territorial, y que, por lo tanto, tendía a reproducir su propia estructura en todas partes. Además, el Estado romano no desarrolló nunca una verdadera burocracia capaz de controlar totalmente su inmenso territorio y sus numerosos habitantes, por lo que sistemáticamente delegó en las autoridades locales, preferentemente de las ciudades, numerosas atribuciones que nosotros consideramos propias de un poder centralizado.

## Modelo aplicado
El modelo que Roma aplicó, creando o reformando ciudades por todos los territorios a ella sometidos, ya había sido ensayado por la República romana en Italia, entre el siglo VI y los principios del siglo I a. C., creando tres clases de ciudades: colonias, municipios y ciudades aliadas, estas últimas habitadas por los socii. Tras la guerra Social y el otorgamiento de la plena ciudadanía romana a todos los itálicos, Italia se volvió un territorio políticamente homogéneo, siendo todos los centros habitados itálicos provistos de ciudadanía romana y las divisiones de estatuto entre ciudades aliadas y colonias, así como el concepto de municipio en su forma convencional, dejaron de existir dentro de ella, mientras, en las provincias, seguían existiendo las colonias (de derecho romano y de derecho latino) y los municipios convencionales.

## Organización de ciudades
Las ciudades organizadas de forma romana eran las colonias y los municipios, mientras que las aliadas y las sometidas conservaban su organización original, aunque con el tiempo tendían a asimilarse a la de las ciudades romanas.

## Sus ciudadanos
Si el municipio era de derecho latino sus ciudadanos no eran completamente ciudadanos romanos (sus magistrados podían serlo después de su retiro), pero ellos tomaban parte de las tareas de los ciudadanos completos en términos de responsabilidades de pagar impuestos y el servicio militar. Un municipium era gobernado por un consejo de cuatro oficiales electos anualmente.

## Ejemplo actual
Un ejemplo de municipium es la actual Malta.